# Camí del Trull
El Camí del Trull és un camí rural del terme municipal de Monistrol de Calders, a la comarca del Moianès.
Arrenca de la Carretera de la Coma, al nord del poble de Monistrol de Calders, al nord del lloc on el torrent de Colljovà desguassa en la Golarda; des d'aquest lloc, el camí s'adreça a trobar la Golarda, la travessa a gual, canvia de direcció cap al sud, i s'adreça cap a la dreta de la resclosa de la Païssa, on troba un trencall a través del qual puja cap a la Païssa fins a trobar el Camí de la Païssa.
Abans, però, just en trobar la riera, el camí s'adreçava cap al nord sense travessar-la, fins a trobar el Trull, on un pont rústic permetia travessar la Golarda i, pel Racó del Trull, pujar cap a Vilaterçana i la Grossa per la Carena del Peter i el Serrat de la Tirolena.